# 地直街道
地直街道，是中华人民共和国吉林省四平市铁西区下辖的一个乡镇级行政单位。

## 行政区划
地直街道下辖以下地区：
迎宾社区、二里社区、桥西社区、南河社区、西园社区、地直社区、利群社区、长征社区和爱民社区。